# 小行星133528
小行星133528（133528 Ceragioli）是一颗绕太阳运转的小行星，为主小行星带小行星。该小行星于2003年10月20日发现。
該小行星以美國視光師羅傑·塞拉吉奧利（Roger Ceragioli）命名。

## 轨道参数
小行星133528的轨道半长轴为427 350 666 km，2.8566221 UA，离心率为0.085。